# Петер Медьєші
Петер Медьєшіⓘ (угор. Medgyessy Péter; 19 жовтня 1942, Будапешт) — угорський політик і 5-й прем'єр-міністр Угорської Республіки з 2002 по 2004 рік. 25 серпня 2004 він подав у відставку через розбіжності з одним з партнерів по коаліції — Альянсом вільних демократів, але продовжував виконувати обов'язки прем'єр-міністра ще протягом 30 днів, як того вимагає Конституція, а також кілька додаткових днів, поки його наступник Ференц Дюрчань не був затверджений парламентом.

## Біографія
Петер Медьєші народився в Будапешті і вивчав економічну теорію в Університеті економічних наук імені Карла Маркса (нині — Університет Корвіна), який закінчив у 1966 році, але потім повернувся туди в докторантуру. Досконало знає французьку і румунську мови, а також вільно володіє російською та англійською.
У 70-х роках був агентом контррозвідки міністерства внутрішніх справ під кодовим ім'ям D-209. З 1966 по 1982 рік обіймав керівні посади в департаментах міністерства фінансів. У 1982 році став заступником міністра фінансів, а в 1987 році — міністром. Податкова система, створена при Медьєші, була для Угорщини важливим кроком на шляху до вільної ринкової економіки.
У період між 1988 і 1990 роками був заступником прем'єр-міністра з економічних питань, в 1990–1996 роках — адміністративним директором і головою правління різних угорських банків. Коли Дьюла Горн сформував уряд, у 1996 році Медьєші повернувся на пост міністра фінансів. По завершенні терміну повноважень уряду працював главою виконавчої ради банку «Інтер-Європа» і віце-президентом страхової компанії «Atlasz». Ці посади він зберігав в період з 1998 по 2001 рік, а 27 травня 2002 угорський парламент проголосував за призначення Медьєші прем'єром-міністром Угорської Республіки. Він очолював уряд до серпня 2004 року, коли подав у відставку у зв'язку з розпадом коаліційного уряду і був замінений Ференцом Дюрчаньєм.
Одружений, має двох дітей: сина і дочку.